# John Cale
John Davies Cale (9 de març de 1942) és un músic gal·lès, compositor, multiinstrumentista i productor. És molt conegut per haver integrat la mítica banda novaiorquesa The Velvet Underground en la segona meitat de la dècada dels 60.

## Discografia

### The Velvet Underground
- 1967 - The Velvet Underground and Nico
- 1968 - White Light/White Heat
- 1985 - VU (Compilació de descartaments)
- 1986 - Another View (Compilació de descartaments)
- 1993 - Live MCMXCIII (Recital de reunió de la banda)
- 1995 - Peel Slowly and See (Box Set de rareses i descartaments)
- 1997 - Loaded (Participa en els bonus tracks de l'edició Fully Loaded Edition)
- 2003 - The Very Best of the Velvet (Compilació d'èxits)

### Solista
- Vintage Violence (Columbia)
- The Academy in Peril (Reprise)
- Paris 1919 (Reprise)
- Fear (Island)
- Slow Dazzle (Island)
- Helen of Troy (Island)
- Guts (compilation) (Island)
- Sabotage/Live (IRS)
- Honi Soit
- Music For A New Society (Ze)
- Caribbean Sunset
- John Cale Comes Alive (Ze)
- Artificial Intelligence (Beggars Banquet)
- Words for the Dying (All Saints)
- Even Cowgirls Get The Blues (live) (ROIR)
- Paris S'eveille, Suivi d'Autres Compositions (OST) (Crepuscule)
- Fragments of a Rainy Season (live) (Hannibal)
- 23 Solo Pieces pour La Naissance de L'Amour (Crepuscule)
- N'Oublie Pas Que Tu Vas Mourir (Crepuscule)
- Seducing Down The Door (compilation) (Rhino)
- Antartida (OST) (Crepuscule)
- Walking on Locusts (Hannibal) September
- Eat/Kiss: Music for the Films of Andy Warhol (Hannibal)
- Somewhere In The City (OST)
- The Unknown (OST) (Crepuscule)
- Le Vent De La Nuit (OST) (Crepuscule)
- Close Watch: An Introduction to John Cale (compilation)
- 5 Tracks (EP) (EMI)
- HoboSapiens (EMI)
- Process (OST) (Syntax)
- BlackAcetate (EMI)
- Shifty Adventures in Nookie Wood (2012)
- M:FANS (2016)
- Mercy (2023)
- Poptical Illusion (2024)